# 揖斐郡消防組合
揖斐郡消防組合（いびぐん しょうぼうくみあい）は、岐阜県揖斐郡大野町及び揖斐川町の一部事務組合（消防組合）。

## 概要

### 所在地
- 消防本部・消防署 : 〒501-0565 岐阜県揖斐郡大野町中之元824番地
- 北分署 : 〒501-0804 岐阜県揖斐郡揖斐川町東横山997番地
- 東分署 : 〒501-1314 岐阜県揖斐郡揖斐川町谷汲名札245番地3
- 西分署 : 〒503-2502 岐阜県揖斐郡揖斐川町春日六合高橋西3077番地

### 配置車両
- タンク車 : 2
- ポンプ車 : 4
- 化学消防車 : 1
- 消防水槽車 : 1
- 連絡車 : 2
- 広報車 : 7
- 救助工作車 : 1
- 高規格救急車 : 5
- その他車両 : 4

## 沿革
- 1970年（昭和45年）
  - 4月1日 - 揖斐川町、大野町、谷汲村の2町1村で揖斐郡中央消防事務組合を発足。
  - 7月18日 - 救急業務を開始。
- 1974年（昭和49年）4月1日 - 揖斐郡消防組合に改称。管轄区域が2町6村となる。
- 1976年（昭和51年）12月25日 - 本巣消防事務組合消防本部と相互応援協定を締結。
- 1992年（平成4年）10月22日 - 南越消防組合消防本部と相互応援協定を締結。
- 2006年（平成18年）4月1日 - 湖北地域消防組合消防本部と相互応援協定を締結。

## 組織
- 消防長 
  - 消防次長
    - 総務課
      - 広報企画係
      - 庶務経理係

    - 司令室
      - 施設整備係
      - 通信指令係

    - 予防課
      - 危険物係
      - 予防係
      - 指導係

    - 警防課
      - 救助係
      - 警防係
      - 救急係

  - 揖斐郡消防組合消防署
    - 第1係、第2係
      - 庶務係
      - 予防係
      - 救助係
      - 消防係
      - 救急係

    - 分署（北、東、西）
      - 第1係、第2係